# Pandanus longipedunculatus
Pandanus longipedunculatus là một loài thực vật có hoa trong họ Dứa dại. Loài này được Fagerl. miêu tả khoa học đầu tiên năm 1941.